# Solna OK
Solna OK är en sportklubb i Solna som bildades den 23 mars 1939. Klubben hette OK Hjortarna åren 1939-1970. Klubbens huvudsakliga verksamhet är orientering men även skidåkning och skidorienteringen finns på programmet.
Bland annat klubbens framgångar finns bland annat Marita Arrestam blev svensk skolmästarinna 1970.